# Nogaret
Nogaret is een gemeente in het Franse departement Haute-Garonne (regio Occitanie) en telt 97 inwoners (2021). De plaats maakt deel uit van het arrondissement Toulouse.

## Geografie
De oppervlakte van Nogaret bedraagt 4,0 km², de bevolkingsdichtheid is dus 17,5 inwoners per km².
De onderstaande kaart toont de ligging van Nogaret met de belangrijkste infrastructuur en aangrenzende gemeenten.

## Demografie
De figuur toont het verloop van het inwonertal (bron: INSEE-tellingen).